# Premier tour des éliminatoires de la zone Asie de la Coupe du monde de football 2022
Cet article donne les résultats du premier tour de la zone Asie pour les éliminatoires de la Coupe du monde de football 2022.

## Format
Au premier tour, les douze pays de la zone Asie les moins bien classés au Classement FIFA s'affrontent en matchs aller-retour à élimination directe. Les six vainqueurs accèdent au deuxième tour.
Les matchs se déroulent en juin 2019.

## Tirage au sort
Le tirage au sort a été effectué le 17 avril 2019 à 11h00 heure locale (UTC+8) à Kuala Lumpur en Malaisie.
Les douze équipes entrant au premier tour des éliminatoires de la zone Asie ont, en vue du tirage, préalablement été placées dans deux chapeaux en fonction du classement FIFA d'avril 2019 (classement de l'équipe indiqué entre parenthèses dans le tableau ci-dessous).
- Chapeau A (têtes de séries) : contient les six équipes les mieux classées (c'est-à-dire classées de la 35e à la 40e place de la zone Asie selon le classement FIFA).
- Chapeau B : contient les équipes classées de la 41e à la 46e place de la zone Asie.

| Têtes de série                                                                                      | 2d chapeau |
| --------------------------------------------------------------------------------------------------- | --- |
| 1. Malaisie (168) 2. Cambodge (173) 3. Macao (183) 4. Laos (184) 5. Bhoutan (186) 6. Mongolie (187) | 1. Bangladesh (188) 2. Guam (193) 3. Brunei (194) 4. Timor oriental (195) 5. Pakistan (200) 6. Sri Lanka (202) |

## Matchs
| Équipe 1 | Résultat | Équipe 2       | Aller | Retour             |
| -------- | -------- | -------------- | ----- | ------------------ |
| Mongolie | 3 - 2    | Brunei         | 2 - 0 | 1 - 2              |
| Macao    | 1 - 3    | Sri Lanka      | 1 - 0 | 0 - 3 (tapis vert) |
| Laos     | 0 - 1    | Bangladesh     | 0 - 1 | 0 - 0              |
| Malaisie | 12 - 2   | Timor oriental | 7 - 1 | 5 - 1              |
| Cambodge | 4 - 1    | Pakistan       | 2 - 0 | 2 - 1              |
| Bhoutan  | 1 - 5    | Guam           | 1 - 0 | 0 - 5              |

## Résultats
| 6 juin 2019   | Mongolie                     | 2 - 0   | Brunei     | MFF Football Centre, Oulan-Bator                 |                                                  |
| 11h00 (17h00) | Tsedenbal 9e · Naranbold 69e | (1 - 0) |            | Spectateurs : 1 685 Arbitrage : Pranjal Banerjee | Spectateurs : 1 685 Arbitrage : Pranjal Banerjee |
| 11h00 (17h00) |                              | Rapport | 62e Ismail | Spectateurs : 1 685 Arbitrage : Pranjal Banerjee | Spectateurs : 1 685 Arbitrage : Pranjal Banerjee |

| 11 juin 2019  | Brunei                              | 2 - 1   | Mongolie                                       | Stade du Sultan Hassanal Bolkiah, Bandar Seri Begawan |                                                |
| 14h15 (20h15) | Ramlli 4e 34e                       | (2 - 0) | 47e (pen.) Norjmoo                             | Spectateurs : 17 210 Arbitrage : Ahmad Ibrahim        | Spectateurs : 17 210 Arbitrage : Ahmad Ibrahim |
| 14h15 (20h15) | Yunus 38e · Ramlli 73e · Zambin 77e | Rapport | 18e Ser-od-Yanjiv · 33e Battur · 53e Purevdorj | Spectateurs : 17 210 Arbitrage : Ahmad Ibrahim        | Spectateurs : 17 210 Arbitrage : Ahmad Ibrahim |

Après le cumul des scores des deux matchs, la Mongolie passe au deuxième tour sur le score de 3-2.
| 6 juin 2019   | Macao                                          | 1 - 0   | Sri Lanka | Stade Central des Sports, Zhuhai ( Chine)  |                                            |
| 13h30 (19h30) | Duarte 52e                                     | (0 - 0) |           | Spectateurs : 901 Arbitrage : Dae Yong Kim | Spectateurs : 901 Arbitrage : Dae Yong Kim |
| 13h30 (19h30) | Lam 26e · Kong 83e · Cheong 85e · Torrão 90+3e | Rapport |           | Spectateurs : 901 Arbitrage : Dae Yong Kim | Spectateurs : 901 Arbitrage : Dae Yong Kim |

| Annulé Initialement prévu le 11 juin 2019 | Sri Lanka | 3 - 0 (tapis vert) | Macao |  |  |
|                                           |           |                    |       |  |  |
|                                           | Rapport   |                    |       |  |  |

Après le cumul des scores des deux matches, le Sri Lanka passe au deuxième tour sur le score de 3-1.
| 6 juin 2019   | Laos           | 0 - 1   | Bangladesh                       | Stade national du Laos, Vientiane           |                                             |
| 13h30 (18h30) |                | (0 - 0) | 71e Hasan                        | Spectateurs : 4 572 Arbitrage : Wai Sing Ho | Spectateurs : 4 572 Arbitrage : Wai Sing Ho |
| 13h30 (18h30) | Phetphakdy 63e | Rapport | 72e Hasan · 78e Khan · 83e Ghosn | Spectateurs : 4 572 Arbitrage : Wai Sing Ho | Spectateurs : 4 572 Arbitrage : Wai Sing Ho |

| 11 juin 2019  | Bangladesh                                      | 0 - 0   | Laos                 | Bangabandhu National Stadium, Dhaka             |                                                 |
| 15h00 (19h00) |                                                 | (0 - 0) |                      | Spectateurs : 7 453 Arbitrage : Timur Faizullin | Spectateurs : 7 453 Arbitrage : Timur Faizullin |
| 15h00 (19h00) | Ahmed 3e · Ibrahim 60e · Islam 90e · Rana 90+1e | Rapport | 90+3e Vongchiengkham | Spectateurs : 7 453 Arbitrage : Timur Faizullin | Spectateurs : 7 453 Arbitrage : Timur Faizullin |

Après le cumul des scores des deux matches, le Bangladesh passe au deuxième tour sur le score de 1-0.
| 7 juin 2019   | Malaisie     | 1 - 1   | Timor oriental | Stade national Bukit Jalil, Kuala Lumpur        |                                                 |
| 14h45 (20h45) | Sali 34e     | (1 - 0) | 90+3e Saro     | Spectateurs : 4 244 Arbitrage : Sherzod Kazimov | Spectateurs : 4 244 Arbitrage : Sherzod Kazimov |
| 14h45 (20h45) | Nadher 90+2e | Rapport | 68e Martins    | Spectateurs : 4 244 Arbitrage : Sherzod Kazimov | Spectateurs : 4 244 Arbitrage : Sherzod Kazimov |

| 11 juin 2019 | Timor oriental                               | 0 - 1   | Malaisie | Stade national Bukit Jalil, Kuala Lumpur ( Malaisie) |                                               |
| 20h45 UTC+8  |                                              | (0 - 1) | 10e Amri | Spectateurs : 12 776 Arbitrage : Yusuke Araki        | Spectateurs : 12 776 Arbitrage : Yusuke Araki |
| 20h45 UTC+8  | Magno 8e · A. Oliveira 15e · F. Oliveira 74e | Rapport |          | Spectateurs : 12 776 Arbitrage : Yusuke Araki        | Spectateurs : 12 776 Arbitrage : Yusuke Araki |

Après le cumul des scores des deux matches, la Malaisie passe au deuxième tour sur le score de 2-1.
| 6 juin 2019 | Cambodge                      | 2 - 0   | Pakistan | Stade olympique de Phnom Penh, Phnom Penh    |                                              |
| 18h30 UTC+7 | Chanthea 81e · Sokumpheak 84e | (0 - 0) |          | Spectateurs : 33 706 Arbitrage : Shaun Evans | Spectateurs : 33 706 Arbitrage : Shaun Evans |
| 18h30 UTC+7 | Chanpolin 90+1e               | Rapport |          | Spectateurs : 33 706 Arbitrage : Shaun Evans | Spectateurs : 33 706 Arbitrage : Shaun Evans |

| 11 juin 2019 | Pakistan                                            | 1 - 2   | Cambodge                    | Stade Hamad bin Khalifa, Doha ( Qatar)     |                                            |
| 19h00 UTC+3  | Bashir 18e (pen.)                                   | (1 - 0) | 64e Sokpheng · 89e Bunheing | Spectateurs : 300 Arbitrage : Hanna Hattab | Spectateurs : 300 Arbitrage : Hanna Hattab |
| 19h00 UTC+3  | Yo. Ijaz 9e · Yaqoob 61e · Ya. Ijaz 89e · Ali 90+1e | Rapport | 16e Sovann · 81e Bin        | Spectateurs : 300 Arbitrage : Hanna Hattab | Spectateurs : 300 Arbitrage : Hanna Hattab |

Après le cumul des scores des deux matches, le Cambodge passe au deuxième tour sur le score de 4-1.
| 6 juin 2019 | Bhoutan                   | 1 - 0   | Guam                      | Stade Changlimithang, Thimphu                   |                                                 |
| 18h00 UTC+6 | Dorji 35e                 | (1 - 0) |                           | Spectateurs : 8 000 Arbitrage : Omar Al Yaquobi | Spectateurs : 8 000 Arbitrage : Omar Al Yaquobi |
| 18h00 UTC+6 | Tshering 43e · Lepcha 88e | Rapport | 45+1e J. Lee · 77e N. Lee | Spectateurs : 8 000 Arbitrage : Omar Al Yaquobi | Spectateurs : 8 000 Arbitrage : Omar Al Yaquobi |

| 11 juin 2019 | Guam                                                | 5 - 0   | Bhoutan | Guam National Football Stadium, Hagåtña      |                                              |
| 15h15 UTC+10 | Lagutang 23e · Cunliffe 27e 82e 90+4e · Malcolm 51e | (2 - 0) |         | Spectateurs : 1 029 Arbitrage : Ming-Hsun Yu | Spectateurs : 1 029 Arbitrage : Ming-Hsun Yu |
| 15h15 UTC+10 | Mendiola 34e                                        | Rapport |         | Spectateurs : 1 029 Arbitrage : Ming-Hsun Yu | Spectateurs : 1 029 Arbitrage : Ming-Hsun Yu |

Après le cumul des scores des deux matches, Guam passe au deuxième tour sur le score de 5-1.